# أوليكسي خرامتسوف
أوليكسي خرامتسوف (بالأوكرانية: Храмцов Олексій Володимирович)‏ هو لاعب كرة قدم أوكراني في مركز الدفاع، ولد في 8 نوفمبر 1975 في سيمفروبول في روسيا. لعب مع زوريا لوهانسك ونادي تافريا سيمفروبول.

## وصلات خارجية
- أوليكسي خرامتسوف على موقع اتحاد أوكرانيا (الإنجليزية)
- أوليكسي خرامتسوف على موقع قاعدة بيانات كرة القدم.إي يو (الإنجليزية)